# Pseudonacaduba sichela
Pseudonacaduba sichela is een vlinder uit de familie van de Lycaenidae. De wetenschappelijke naam van de soort is voor het eerst gepubliceerd in 1857 door Hans Daniel Johan Wallengren.
Deze soort komt voor in tropisch Afrika.

## Ondersoorten
- Pseudonacaduba sichela sichela (Wallengren, 1857) (vasteland van tropisch Afrika)
  - = Nacaduba dexamene Druce, 1887
  - = Lycaenesthes docilis Butler, 1887
- Pseudonacaduba sichela reticulum (Mabille, 1877) (Madagaskar en Mauritius)
  - = Lycaena reticulum Mabille, 1877